# Tournoi féminin de basket-ball aux Jeux olympiques d'été de 2008
Cet article traite de l'épreuve féminine. Pour la compétition masculine, voir Tournoi masculin de basket-ball aux Jeux olympiques d'été de 2008.
Navigation
Athènes 2004 Londres 2012
Le tournoi féminin de basket-ball aux Jeux olympiques d'été de 2008 se tient à Pékin du 10 août au 24 août 2008.  